# Prephensäure
Prephensäure ist ein Naturstoff der als Intermediat in der Biosynthese von Phenylalanin und Tyrosin auftritt.

## Vorkommen und biologische Bedeutung
Prephensäure kommt natürlich als Intermediat in der Biosynthese von Phenylalanin und Tyrosin über den Shikimat-Weg vor. Sie wird durch die Chorismat-Mutase aus Chorisminsäure gebildet. Selbst kann sie durch die Prephenat-Dehydratase zu Phenylbrenztraubensäure dehydratisiert werden, die ein Vorläufer von Phenylalanin ist. Alternativ kann sie durch die Prephenat-Dehydrogenase zu 4-Hydroxyphenylbrenztraubensäure dehydriert werden, die ein Vorläufer von Tyrosin ist.

## Gewinnung und Darstellung
Prephensäure ist instabil, als 1,4-Cyclohexadien wird sie leicht aromatisiert, beispielsweise unter Einfluss von Säuren oder Basen. Dies macht sowohl die Isolierung als auch die Synthese schwierig. Prephensäure wurde zuerst aus Mutanten von Escherichia coli isoliert, die nicht in der Lage waren, Prephensäure weiter zu Phenylbrenztraubensäure umzusetzen. Dabei wurde des Bariumsalz erhalten.